# Старостенков, Михаил Дмитриевич
Михаил Дмитриевич Старостенков (род. 15 января 1944, Томск) — российский учёный, основатель научной школы моделирования эволюции дефектных структур в металлах и сплавах, главный редактор журнала «Фундаментальные проблемы современного материаловедения», доктор физико-математических наук, профессор, заслуженный деятель науки Российской Федерации.

## Биография
Родился 15 января 1944 года в городе Томске.
В 1961—1966 годах обучался в Томском государственном университете (специальность «Теоретическая физика», факультет «Физический»).
В 1966—1967 годах — инженер, город Нальчик. С 1967 по 1976 год работал в Томском политехническом университете. С 1969 года — аспирант Томского политехнического университета (специальность «Физика», специализация «Теоретическая физика»). С 1975 года — кандидат физико-математических наук (специальность «Физика твердого тела»). В 1976—1983 годах работал в Алтайском государственном университете (Барнаул). В 1980 году Старостенкову присвоено звание доцента.
С 1983 года занимается преподавательской и научной деятельностью в Алтайском государственном техническом университете им. И. И. Ползунова (г. Барнаул).
1994 — доктор физико-математических наук (диссертация в форме научного доклада).
М. Д. Старостенков основал научную школу моделирования эволюции дефектных структур в металлах и сплавах. Под его руководством подготовлено более 45 научных работ на соискание учёной степени кандидата и доктора наук. В 2002 году награждён Сибирским отделением РАН почётной грамотой за большой вклад в становление науки и инженерного дела на Алтае и подготовку научно-педагогических кадров.
С 2004 года главный редактор журнала «Фундаментальные проблемы современного материаловедения» (г. Барнаул). Журнал входит в перечень Высшей аттестационной комиссии Министерства образования и науки Российской Федерации для опубликования основных научных результатов диссертаций на соискание учёной степени кандидата и доктора наук.
Участник и руководитель десятков грантов, в том числе РФФИ, ВШ РФ, МОПО, EMRS, COSIRES’98 (Япония), Edvanc (Индия) и др.

## Индекс Хирша
Согласно анализу публикационной активности портала eLibrary, индекс Хирша на 15.05.2020 равен 41. Индекс Хирша без учёта самоцитирований равен 19.

## Награды
- 1997—2003 — лауреат государственной научной стипендии в области физики и астрономии.
- 1998 — заслуженный деятель науки Российской Федерации.
- 2001 — лауреат премии администрации Алтайского края «За высокие достижения в области науки и техники».
- 2002 — удостоен почётной грамоты президиума СО РАН «За вклад в становление и развитие науки и инженерного дела на Алтае».
- 2010 — лауреат первого краевого конкурса среди научных и научно-педагогических работников, участвующих в решении задач социально-экономического развития Алтайского края в номинации «Профессор года».

## Основные публикации
1. Бушнев Л. С., Старостенков М. Д., Попов Л. Е. О равновесной концентрации вакансий вблизи АФГ в сплаве со сверхструктурой L12 // Известия высших учебных заведений. Физика. 1967. № 2. С.75-79.
2. Попов Л. Е., Старостенков М. Д., Голосов Н. С. Релаксация параметра дальнего порядка вблизи вакансий в сплаве со сверхструктурой B2 // Известия высших учебных заведений. Физика. 1969. № 1. С.125-130.
3. Козлов Э. В., Попов Л. Е., Старостенков М. Д. Расчёт параметров потенциала Морза для твердого золота // Известия высших учебных заведений. Физика. 1972. № 3. С. 107—108.
4. Козлов Э. В., Лебедев Ю. Н., Старостенков М. Д. Расчёт потенциального рельефа винтовой дислокации и его искажения вблизи моновакансии в упорядоченном сплаве // Известия высших учебных заведений. Физика. 1975. № 10. С. 74-81.
5. Старостенков М. Д., Лебедев Ю. Н., Козлов Э. В. Взаимодействие винтовой дислокации с вакансиями и равновесная концентрация вакансий вокруг винтовой дислокации в упорядоченном сплаве // Физика металлов и материаловедение. 1975. Т.40. № 5. С. 929.
6. Царегородцев А. И., Старостенков М. Д. О связи вязкости с микродинамическими параметрами кристалла // Известия высших учебных заведений. Физика. 1981. № 11. С. 112—113.
7. Дремов В. В., Муравьёв А. Ю., Старостенков М. Д., Царегородцев А. И. Энергия взаимодействия дислокаций с точечными дефектами замещения в упорядоченном сплаве Cu3Au // Известия высших учебных заведений. Физика. 1983. № 5. С. 107—109.
8. Гладышев С. А., Баранов М. А., Горлов Н. В., Старостенков М. Д., Царегородцев А. И. Влияние выбора потенциала парного взаимодействия на результаты моделирования краевой дислокации в a-Fe // Известия вузов. Чёрная металлургия. 1983. № 10. С. 71-75.
9. Царегородцев А. И., Горлов Н. В., Демьянов Б. Ф., Старостенков М. Д. Атомная структура АФГ и её влияние на состояние решетки вблизи дислокации в упорядоченных сплавах со сверхструктурой L12 // Физика металлов и материаловедение. 1984. Т.58. № 2. С. 336—343.
10. Баранов М. А., Старостенков М. Д., Щукина Л. П. Моделирование ДУ в a-Fe // Известия вузов. Чёрная металлургия. 1984. № 6. С. 74-76.
11. Старостенков М. Д., Демьянов Б. Ф., Горлов Н. В. Атомистическое изучение дефектов упаковки в упорядоченной фазе Ni3Fe // Известия вузов. Чёрная металлургия. 1985. № 10. С. 74-78.
12. Горлов Н. В., Демьянов Б. Ф., Старостенков М. Д. Атомная конфигурация антифазных границ в сплавах со сверхструктурой L12 // Известия высших учебных заведений. Физика.1985. № 2. С. 43-47.
13. Старостенков М. Д., Еськов А. Н. Расчёт характеристик антифазной границы в упорядоченном сплаве AuCu // Физика металлов и материаловедение. 1985. Т.60. № 5. С. 1023—1025.
14. Старостенков М. Д., Горлов Н. В., Демьянов Б. Ф. Состояние решетки вблизи антифазной границы в упорядоченной фазе Ni3Fe // Известия вузов. Чёрная металлургия. 1986. № 8. С. 34-37.
15. Старостенков М. Д., Горлов Н. В., Демьянов Б. Ф. Атомная конфигурация термических АФГ в упорядоченных сплавах со сверхструктурой L12 // Известия СО АН СССР. Серия: Технических наук. 1986. Т.3. № 16. С. 101—104.
16. Старостенков М. Д., Горлов Н. В., Царегородцев А. И., Демьянов Б. Ф. Состояние решетки упорядоченных сплавов со сверхструктурой L12 вблизи дефектов упаковки // Физика металлов и материаловедение. 1986. Т.62. № 1. С. 5-12.
17. Старостенков М. Д., Горлов Н. В. Энергии упорядочения и ориентационная анизотропия АФГ в сплавах со сверхструктурой L12 // Известия СО АН СССР. Серия: Технических наук. 1986. Т.14. № 6. С. 91-93.
18. Старостенков М. Д., Горлов Н. В., Демьянов Б. Ф. Зависимость стабилизирующего сдвига на АФГ типа 1/2<110>{111} от степени упорядочения в сплавах со сверхструктурой L12 // Физика металлов и материаловедение. 1987. Т.64. № 5. С. 1034—1036.
19. Старостенков М. Д., Горлов Н. В. Атомная конфигурация микродвойников в сплавах со сверхструктурой L12 // Известия высших учебных заведений. Физика. 1987. № 11. С. 31-36.
20. Старостенков М. Д., Горлов Н. В., Еськов А. Н. Состояние решетки в ядре сверхчастичной винтовой дислокации в упорядоченном сплаве со сверхструктурой L10 // Физика металлов и материаловедение. 1987. Т.63. № 2. С. 405—407.
21. Старостенков М. Д., Горлов Н. В. Энергии упорядочения и ориентационная анизотропия АФГ в сплавах со сверхструктурой L12 // Изв. СО АН СССР.-Сер. тех. наук.- 1987, т.15, вып.6. с.91-93.
22. Старостенков М. Д., Горлов Н. В., Демьянов Б. Ф. Состояние решетки вблизи АФГ в упорядоченной фазе Ni3Al // Известия СО АН СССР. Серия: Технических наук. 1987. Т.15. № 4. С. 52-55.
23. Старостенков М. Д., Горлов Н. В., Старостенкова О. Х. Состояние решетки упорядоченного сплава со сверхструктурой L12 вблизи комплексов дуальных АФГ // Физика металлов и материаловедение. 1988. Т.66. № 6. С. 1103—1110.
24. Старостенков М. Д., Старостенкова О. Х. Энергия образования С-доменов в упорядоченных сплавах с тетрагональной симметрией // Известия высших учебных заведений. Физика. 1988. № 1. С. 110—112.
25. Старостенков М. Д., Горлов Н. В., Демьянов Б. Ф. Атомная конфигурация двойниковых границ в упорядоченной фазе Ni3Fe // Известия вузов. Чёрная металлургия. 1988. № 4. С. 45-49.
26. Старостенков М. Д., Горлов Н. В. Состояние решетки сплавов со сверхструктурой L12 вблизи дефектов упаковки. Дефекты внедрения // Физика металлов и материаловедение. 1989. Т.67. №.2. С. 249—257.
27. Старостенков М. Д., Горлов Н. В., Демьянов Б. Ф. Влияние легирования на состояние плоских дефектов в упорядоченном сплаве // Физика металлов и материаловедение. 1989. Т.68. № 2. С. 228—229.
28. Старостенков М. Д., Баранов М. А. Антифазные границы в сверхструктуре B2. Сплавы FeAl и NiAl // Известия вузов. Чёрная металлургия. 1989. № 8. С. 80-84.
29. Старостенков М. Д., Горлов Н. В., Демьянов Б. Ф. Влияние легирования на состояние плоских дефектов в упорядоченном сплаве Ni3Al // Физика металлов и материаловедения. 1989. Т.68. №.2. С. 228—233.
30. Старостенков М. Д., Баранов М. А. Исследование свойств дефектов упаковки ориентации {321} в сплавах сверхструктуры B2 // Известия вузов. Чёрная металлургия. 1990. № 4. С. 54-55.
31. Старостенков М. Д., Романенко В. В., Баранов М. А. Ориентационная анизотропия микроскопических элементов пластической деформации в сплавах сверхструктур В2 и D03 // Письма в ЖТФ. 1991. Т.17. № 19 С. 69-73.
32. Старостенков М. Д., Дмитриев С.В. Энергия образования антифазной границы {00l} в сверхструктуре с произвольной примитивной ячейкой // Физика твердого тела. 1992. Т.34. № 7. С. 2087—2093.
33. Старостенков М. Д., Дмитриев С. В., Голобокова С. И. Метод определения энергии антифазной границы в плоскостях {h0l} в сверхструктуре с произвольной примитивной ячейкой // Известия высших учебных заведений. Физика. 1992. № 5. С. 73-77.
34. Старостенков М.Д. Энергия образования антифазных границ в сплаве сверхструктуры L12 // Известия высших учебных заведений. Физика. 1992. № 2. С. 51-56.
35. Старостенков М. Д., Муравьёв А. Ю. Ориентационная анизотропия свойств планарных дефектов в сплаве Ni3Fe // Известия вузов. Чёрная металлургия. 1992. № 2. С.36-38.
36. Старостенков М. Д. Модель распределения пространственных многогранников по координационным сферам как алгоритм практической кристаллографии // Известия высших учебных заведений. Физика. 1992. № 7. С. 11-15.
37. Баранов М. А., Старостенков М. Д. Анизотропия энергий образования антифазных границ в сплавах со сверхструктурой B2 // Физика металлов и материаловедения. 1992. № 10. С. 25-33.
38. Старостенков М. Д., Романенко В. В. Энергетические профили поверхности скольжения в упорядоченных сплавах системы Fe-Al // Известия вузов. Ячерная металлургия. 1993. № 6. С. 46-48.
39. Старостенков М. Д., Цейзер А. Б., Евстигнеев В. В. Свойства межфазных границ в упорядоченых сплавах системы Fe-Al // Известия вузов. Чёрная металлургия. 1993. № 4. С.27-30.
40. Старостенков М. Д., Дмитриев С. В., Волкова С. М. Энергия образования трубки антифазных траниц в упорядоченном сплаве // Физика твердого тела. 1993. Т.35. № 1. С. 31-37.
41. Старостенков М. Д., Романенко В. В. Антифазные границы в сверхструктуре D03 // Физика металлов и материаловедения. 1993. Т.76. № 6. С. 68-79.
42. Starostenkov M.D., Kirienko A.M. Anisotropy of antiphase boundary formation energy in L12 alloy // Phys. Solid State.1994. Vol.142. № 321. pp. 321–330.
43. Старостенков М. Д., Дмитриев С. В., Бразовская О. В. Исследование геометрического строения и энергетики границ зерен или фаз в многокомпонентных структурах // Физика твердого тела. 1994. Т.36. № 11. С. 3414-3423.
44. Старостенков М. Д., Дмитриев С. В., Фролов А. М., Волкова С. М. Энергия образования планарных сверхструктурных дефектов в упорядоченных сплавах на основе ГЦК- и ОЦК-решеток // Известия высших учебных заведений. Физика. 1994. № 11. С. 57-61.
45. Новичихина Т. И., Баранов М. А., Старостенков М. Д., Романенко В. В. Компьютерное моделирование g-поверхностей в сплавах со сверхструктурами на основе ОЦК решетки // Письма в ЖТФ. 1996. Т.22. № 5. С.81-85.
46. Старостенков М. Д., Науман Л. В., Дмитриев С. В., Овчаров А. А. Механизм зарождения дислокаций в одномерной модели кристалла Френкеля-Конторовой // Известия высших учебных заведений. Физика. 1996. № 2. С. 72-76.
47. Dmitriev S.V., Ovcharov A.A., Starostenkov M.D., Kozlov E.V. Computer modeling of the nucleation of dislocations in a uniformly strained FCC crystal // Phys. Solid State.1996. Vol.38. № 6. pp. 996–999.
48. Dmitriev S.V., Nauman L.V., Wusatowska A.M., Starostenkov M.D. Generation and Annihilation of Dislocations in the Discrete Frenkel-Kontorova Model // Phys. Solid State. 1997. Vol.201. № 89. pp. 89–95.
49. Андрухова О. В., Козлов Э. В., Дмитриев С. В., Старостенков М. Д. О возможных механизмах атомного разупорядочения в бинарных сплавах // Физика твердого тела. 1997. Т.39. № 8. С.1456-1460.
50. Дмитриев С. В., Козлов Э. В., Ломских Н. В., Старостенков М. Д. Изучение кинетики разупорядочения в рамках двумерной модели сплава // Известия высших учебных заведений. Физика.1997. № 3. С. 73-80.
51. Andruhova O.V., Kozlov E.V., Dmitriev S.V., Starostenkov M.D. Possible mechanisms of atomic disorder in binary alloys // Physic Solid State. 1997. Vol.39. № 8. pp. 1292–1296.
52. Безносюк Т. М., Старостенков М. Д. Упорядочение криогенных атомарно-диспергированных переходных металлов и бензола // Известия Алтайского государственного университета.1997. № 1. С. 60-61.
53. Starostenkov M.D., Zhdanov A.N., Starostenkova O.H. Order in Atomic Distribution of Coordination Spheres in Perovskite-related Oxides // Solid State Ionics. 1998. Vol.108 pp. 137–140.
54. Starostenkov M.D., Demyanov B.F., Kustov S.L., Grakhov E.L. Symmetric å=5 Tilt Boundaries in the Ni3Fe Alloy // The Physics of Metals and Metallography. 1998. Vol.85. № 5. pp. 530–535.
55. Баранов М. А., Старостенков М. Д., Никифоров А. Г. Компьютерное исследование сегрегации вакансий в сплаве Fe3Al на двойниковых границах зерен в плоскостях октаэдра // Известия вузов. Чёрная металлургия.1998. №.8. С. 47-49.
56. Баранов М. А., Старостенков М. Д., Никифоров А. Г. Компьютерное исследование сегрегации вакансий в сплаве Fe3Al на двойниковых границах зерен в плоскостях октаэдра // Известия вузов. Чёрная металлургия.1998. №.8. С. 47-49.
57. Ovcharov A.A., Dmitriev S.V., Starostenkov M.D. The Atomic Displacement Static Waves Inside a zone from Elastic to Plastic Transformation // Compyter Material Sceince. 1998. № 9. p. 325-328.
58. Dmitriev S.V., Wusatowska-Sarnek A.M., Starostenkov M.D., Belyakov A.N., Shigenari T., Sakai T. Crystallogeometrical Approach to Stacking-Fault Analysis in Ordered Alloys // Acta Cryst. 1998. Vol.54. pp. 430–437.
59. Starostenkov M.D., Demyanov B.F., Grakhov E.L., Kustov S.L., Sverdlova E.G. Properties of tilt Grain Boundaries in Ordered Alloys // Nanostructured Materials. 1998. Vol.10. № 3. pp. 493–501.
60. Баранов М. А., Старостенков М. Д., Никифоров А. Г. Моделирование энергетического профиля сдвига в сплавах со сверхструктурой D1a // Письма в ЖТФ. 1998. Т.24. № 12. С. 68-71.
61. Старостенков М. Д., Демьянов Б. Ф., Кустов С. Л., Грахов Е. Л. Межзеренные границы наклона å=5 в сплаве Ni3Fe // Физика металлов и металловедение. 1998. Т.85. № 5. С. 43-50.
62. Starostenkov M.D., Demyanov B.F., Kustov S.L., Sverdlova E.G., Grakhov E.L. Computer Modeling of Grain Boundaries in Ni3Al // Compyter Material Sceince. 1999. Vol.14. № 1-4. pp. 146–151.
63. Baranov M.A., Starostenkov M.D., Nikiforov A.G. The stage of crystal lattice, containing the complexes of vacancies and plane defects // Compyter Material Sceince. 1999. Vol.14. № 1-4. pp. 43–47.
64. Старостенков М. Д., Андрухова О. В., Ломских Н. В., Гурова Н. М., Борисов А. В. Влияние протяженности межатомного взаимодействия на процесс упорядочения в бинарных сплавах // Вестник Тамбовского университета. Серия: Естественные и технические науки.2000. Т.5. № 2-3. С. 305—308.
65. Starostenkov M.D., Mulyukov R.R. Structure and physical properties of submicrocrystalline metals prepared by severe plastic deformation // Acta Metallurgica Sinica. 2000 Vol.13. № 1. pp. 301–309.
66. Starostenkov M.D., Demyanov B.F., Weckman A.V. Influence of a misorientation angle on an energy of the symmetric grain boundary in fcc metals // Acta Metallurgica Sinica. 2000. Vol.13. № 2. pp. 540–545.
67. Романенко В. В., Черных Е. В., Дубов Е. А., Старостенков М. Д., Овчаров А. А. Состояние кристаллической решетки вблизи плоских дефектов в сплавах сверхструктуры D03 // Известия вузов. Чёрная металлургия. 2000. № 10. С.14-16.
68. Кустов С.Л , Демьянов Б. Ф., Старостенков М. Д. Атомнаяструктура границ зерен в металлах и сплавах на основе ГЦК — решетки // Вестник Тамбовского Университета. Серия: Естественные науки. 2000. Т.5. № 2. С.210-216.
69. Баранов М. А., Старостенков М. Д., Дубов Е. А., Черных Е. В., Романенко В. В. Применение метода построения g-поверхностей к исследованию плоских дефектов сплавов системы D03 // Вестник Тамбовского Университета. Серия: Естественные науки. 2000. Т.5. № 2. С.204-206.
70. Баранов М. А., Романенко В. В., Старостенков М. Д., Черных Е. В., Дубов Е. А., Изучение ориентационной анизотропии и планарных дефектов в сплавах сверхструктур на основе оцк-решетки / Известия высших учебных заведений. Физика. 2000. Т.43. № 11. С. 25-32.
71. Гурова Н. М., Андрухова О. В., Ломских Н. В., Козлов Э. В. ., Старостенков М. Д. Исследование поведения Антифазных границ в процессе разупорядочения // Известия высших учебных заведений. Физика. 2000. Т.43. № 11. С. 11-15.
72. Андрухова О. В., Ломских Н. В., Гурова Н. М., Козлов Э. В., Старостенков М. Д. Особенности фазового пере-хода порядок-беспорядок, протекающего через двух-фаз-ную область // Известия высших учебных заведений. Физика. 2000. Т.43. № 11. С.5-11.
73. Старостенков М. Д., Дубов Е. А., ., Черных Е. В. , Овчаров А. А. , Романенко В. В. Состояние кристаллической решетки вблизи плоских дефектов в сплавах сверхструктуры D03 // Известия вузов. Чёрная металлургия. 2000. № 10. С.49-51.
74. Демьянов Б. Ф. ., Старостенков М. Д., Кустов С. Л. , Куклина Е. А. Компьютерное моделирование границ наклона зерен в алюминии // Известия вузов. Чёрная металлургия. 2000. № 12. С.44-46.
75. Старостенков М. Д., Андрухова О. В., Ломских Н. В., Гурова Н. М. Разрушение тонкопленочной системы в условиях изотермического отжига при далеких от критической температурах и перенасыщении вакансиями // Известия вузов. Чёрная металлургия. 2000. № 12. С.20-22.
76. Chernyh E. V., Baranov M. A., Starostenkov M. D. Calculation of the Shear Energy Profile in Alloys with DO19 Superstructure // Technical Physics Letters. 2001.Vol.27. pp. 570–571.
77. Черных Е. В., Баранов М. А., Старостенков М. Д. Расчёт энергетического профиля сдвига в сплавах со сверхструктурой DO19 // Письма в ЖТФ. 2001. Т.27. № 7. С. 570—571.
78. Баранов М. А. , Черных Е. В. , Старостенков М. Д., Потекаев А. И. Электростатический метод построения потенциалов межатомного взаимодействия в многокомпонентных сплавах // Известия высших учебных заведений. Физика. 2001. № 4. С. 61-67.
79. Векман А. В., Демьянов Б. Ф., Старостенков М. Д. Ориентационная зависимость энергии границ зерен в металлах с объемноцентрированной кубической решеткой // Известия вузов. Чёрная металлургия. 2001. № 2. С. 39-42.
80. Романенко В. В., Головина Е. А., Баранов М. А., Овчаров А. А., Стростенков М. Д. Энергия упорядочения и ориентационная анизотропия антифазных границ в сплавах со сверхструктурой С11b // Известия вузов. Чёрная металлургия. 2001. № 6. С. 29-30.
81. Старостенков М. Д., Дудник Е. А. Исследование структурно — энергетических превращений вблизи точечных дефектов замещения в тонкой плёнке состава А3В // Известия высших учебных заведений. Физика. 2002. Т.44. № 8. С.144-148.
82. Демьянов Б. Ф., Векман А. В., Старостенков М. Д. Организационная зависимость энергии границ зерен наклона в алюминии // Известия высших учебных заведений. Физика. 2002. Т.44. № 8. С. 88-94.
83. Баранов М. А., Черных Е. В., Романенко В. В., Старостенков М. Д. Описание устойчивости металлических кристаллов с низкой симметрией, обусловленной нецентральными межатомными взаимодействиями // Известия высших учебных заведений. Физика. 2002. Т.44. № 8. С.63-67.
84. Старостенков М. Д., Астахова Е. В. Структурно — энергетические характеристики заполнения координационных сфер в ряде сверхструктур на основе ОЦК решетки // Известия высших учебных заведений. Физика. 2002. Т.44. № 8. С. 57-62.
85. Poletaev G.M., Starostenkov M.D. Mutual Diffusion at the Interface in a Two-Dimensional Ni-Al System // Technical Physics Letters. 2003. Vol.29. № 6. pp. 454–455.
86. Полетаев Г. М., Старостенков М. Д. Механизм взаимной диффузии вблизи межфазной границы в двумерной системе Ni-Al // Письма в ЖТФ. 2003. Т.29. № 11. С. 30-34.
87. Dudnik E. A., Starostenkov M.D. ,Dudnik V. G A mechanism of the divacancy complex migration in a two-dimensional Ni3Al crystal // Technical Physics Letters. 2003. Vol.29. № 8. С.661-662.
88. Дудник Е. А., Старостенков М. Д., Дудник В.Г Механизмы миграции дивакансионных комплексов в двумерном кристалле Ni3Al // Письма в ЖТФ. 2003. Т.29. № 16. С. 6-10.
89. Андрухова О. В., Гурова Н. М., Ломских Н. В., Козлов Э. В., Русанова Л. В., Старостенков М. Д. Микродомены в фазах с дальним и ближним порядком. Эволюция их структуры в ФППБ // Известия высших учебных заведений. Физика. 2002. Т.44. № 8 С.30-36.
90. Дудник Е. А., Старостенков М. Д. Динамическое взаимодействие между точечными парами дефектов замещения в тонкой плёнке A3B сверхструктуры L12 // Известия вузов. Чёрная металлургия. 2003. № 6. С.33-34.
91. Холодова Н. Б., Кондратенко М. Б., Старостенков М. Д. Исследование процессов разупорядочения двумерных кристаллов Ni3Al в зависимости от концентрации вакансий и температуры // Фундаментальные проблемы современного материаловедения. 2004. № 1. С. 215—218.
92. Старостенков М. Д., Дудник Е. А., Дудник В. Г., Демина И. А., Скаков М. К. Исследование стадий разупорядочения в двумерном кристалле сверхструктуры L12, в зависимости от концентрации вакансий. Сравнительный анализ сплавов CU3AU и NI3AL // Фундаментальные проблемы современного материаловедения. 2004. № 1. С. 183—188.
93. Куклина Е. А., Векман А. В., Демьянов Б. Ф. Зернограничное проскальзывание на специальных границах зерен наклона в золоте // Фундаментальные проблемы современного материаловедения. 2004. № 1. С.141-146.
94. Демьянов Б. Ф., Векман А. В., Кустов С. Л., Старостенков М. Д. Атомная структура равновесных границ зерен // Фундаментальные проблемы современного материаловедения. 2004. № 1. С. 86-92.
95. Г. М. Полетаев, М. Д. Старостенков Определение температуры плавления и температурного коэффициента линейного-расширения методом молекулярной динамики // Фундаментальные проблемы современного материаловедения. 2004. № 1. С. 81-85.
96. М. А. Баранов, Е. А. Дубов, Е. В. Черных, В. В. Романенко, Р. Ю. Ракитин, М. Д. Старостенков Описание устойчивости металлических кристаллов с низкой симметрией, обусловленной нецентральными межатомными взаимодействиями // Фундаментальные проблемы современного материаловедения. 2004. № 1. С. 76-80.
97. М. Д. Старостенков, А. А. Коваленко, А. Д. Насонов, А. В. Жолнеров Возможности иммерсионного метода измерения скорости ультразвука в образцах малой толщины // Фундаментальные проблемы современного материаловедения. 2004. № 1. С. 26-30.
98. Полетаев Г. М., Старостенков М. Д., Пацева Ю. В. Исследование механизма самодиффузии в двумерных металлах // Фундаментальные проблемы современного материаловедения. 2004. № 1. С.147-151.
99. Poletaev G.M., Patzeva J.V., Gurova N.M., Starostenkov M.D. Self-Diffusion in (111) Plane of Ni During 2D Deformation // Engineering Mechanics. 2004. V.11. № 5. pp. 1–5.
100. Старостенков М. Д., Дудник Е. А., Дудник Е. А., Демина И. А. Структурно-энергетические превращения вблизи точечного дефекта внедрения в двумерном кристалле интерметаллида Ni3Al // Известия вузов. Чёрная металлургия. 2004. № 8. С. 75-77.
101. Старостенков М. Д., Дудник В. Г., Дудник Е. А. Исследование микроструктуры антифазных границ в двумерном упорядоченном сплаве типа Ni3Al // Известия РАН. Серия физическая. 2004. Т.68. № 5. С. 639—641.
102. Старостенков М. Д., Патудин В. М., Старостенков Д. М., Козлов Э. В. Самоорганизация дефектных структур в кристаллах при деформациях // Известия РАН. Серия физическая. 2004. Т.68. № 10. С. 1510—1515.
103. Полетаев Г. М., Старостенков М. Д., Пацева Ю. В. Ведущие механизмы самодиффузии в двумерных металлах // Фундаментальные проблемы современного материаловедения. 2004. № 2. С. 124—129.
104. Старостенков М. Д., Кондратенко М. Б., Холодова Н. Б., Полетаев Г. М., Демина И. А. Безвакансионный механизм диффузии в двухмерном кристалле никеля // Известия вузов. Чёрная металлургия. 2004. № 12. С. 33-35.
105. Ракитин Р. Ю., Полетаев Г. М., Аксенов М. С., Старостенков М. Д. Исследование механизмов диффузии по границам зерен наклона в ГЦК металлах // Фундаментальные проблемы современного материаловедения. 2005. № 2. С.124-129.
106. Старостенков Д. М., Старостенков М. Д., Демьянов Б. Ф., Андрухова О. В. Самоорганизация дефектных структур в металлах при нагружении и нагреве. Деформация сжатием // Фундаментальные проблемы современного материаловедения. 2005. № 2. С.110-116.
107. Аксенов М. С., Полетаев Г. М., Ракитин Р. Ю., Старостенков М. Д. Исследование самодиффузии в одноосно деформированных двумерных металлах // Фундаментальные проблемы современного материаловедения. 2005. № 2. С. 64-67.
108. Ракитин Р. Ю., Полетаев Г. М., Аксенов М. С., Старостенков М. Д. Молекулярно-динамическое исследование диффузии по границам зерен в двумерных металлах // Фундаментальные проблемы современного материаловедения. 2005. № 2. С. 5-8.
109. Старостенков М. Д., Лощина И. В., Демьянов Б. Ф. Исследование углеродных наноструктур с использованием потенциала Терцоффа // Фундаментальные проблемы современного материаловедения. 2005. № 1. С. 62-67.
110. Аксенов М. С., Полетаев Г. М., Ракитин Р. Ю., Старостенков М. Д. Исследование самодиффузии в одноосно деформированных двумерных металлах // Фундаментальные проблемы современного материаловедения. 2005. № 2. С. 64-67.
111. Rakitin R.Yu., Poletaev G.M., Aksenov M. S., Starostenkov M. D. Mechanisms of Grain-Boundary Diffusion in Two-Dimensional Metals // Technical Physics Letters. 2005. V.31. № 8. pp. 650–652.
112. Манаков Н. А., Плетнёв М. В., Старостенков М. Д., Толстобров Ю. В. Численное моделирование микромагнитных свойств многослойных структур // Фундаментальные проблемы современного материаловедения. 2004. № 2. С. 96-102.
113. М. Д. Старостенков, Н. Б. Холодова, М. Б. Кондратенко, Д. М. Старостенков, Э. В. Козлов Механизмы разупорядочения двумерного кристалла интерметаллида Ni3Al // Известия РАН. Серия физическая. 2005. Т.69. № 7. С. 1043—1045.
114. Ракитин Р. Ю., Полетаев Г. М., Аксенов М. С., Старостенков М. Д. Механизмы диффузии по границам зерен в двумерных металлах // Письма в ЖТФ. 2005. Т.31. № 15. С. 44-48.
115. Старостенков Д. М., Старостенков М. Д., Демьянов Б. Ф., Полетаев Г. М. Самоорганизация дефектных структур в металлах при нагреве // Фундаментальные проблемы современного материаловедения. 2005. № 3. С. 93-97.
116. Ракитин Р. Ю., Полетаев Г. М., Аксенов М. С., Старостенков М. Д. Механизмы структурной трансформации вблизи границ зерен в ГЦК металлах в условиях деформации // Фундаментальные проблемы современного материаловедения. 2005. № 3. С. 46-50.
117. Аксенов М. С., Ракитин Р. Ю., Полетаев Г. М., Старостенков М. Д. Локально инициированные упругие волны в ГЦК металлах // Фундаментальные проблемы современного материаловедения. 2005. № 3. С. 9-13.
118. Старостенков М. Д., Попова Г. В., Полетаев Г. М., Синяев Д. В. Исследование температурных интервалов стабильности межфазных границ в двумерных металлических композитах Ni3Al-Ni // Известия вузов. Чёрная металлургия. 2006. № 6. С. 24-27.
119. Starostenkov M.D., Medvedev N.N., Poletaev G.M., Pozhidaeva O.V. Aggregatization of Frenckel pairs in metallic materials at external high-energetic impulsive influences // Известия высших учебных заведений. Физика. 2006. № 10. С.364-366.
120. Демина И. А., Старостенков М. Д. Особенности вклада комплексов точечных дефектов в процесс разупорядочения сплава Cu3Au // Фундаментальные проблемы современного материаловедения. 2006. № 1. С.10-12.
121. Старостенков М. Д., Холодова Н. Б., Кондратенко М. Б. Пары Френкеля и их роль в процессе разупорядочения сплава Ni3Al // Фундаментальные проблемы современного материаловедения. 2006. № 2 С. 117—122.
122. Старостенков М. Д., Медведев Н. Н., Полетаев Г. М., Терещенко О. А. Гамильтониан замкнутой системы, моделируемой с помощью ММД // Фундаментальные проблемы современного материаловедения. 2006. № 2. С. 46-48.
123. Starostenkov M.D., Aksenov M.S., Poletaev G.M., Rakitin R.Y. Stability of vacancy clusters in FCC metals // Фундаментальные проблемы современного материаловедения. 2006. № 2. С. 16-22.
124. Старостенков М. Д., Дудник Е. А. Исследование эффекта размытия сверхструктурных параметров порядка вблизи АФГ в сплаве Cu3Au // Фундаментальные проблемы современного материаловедения. 2006. № 1. С. 56-60.
125. Глазун М. А., Старостенков М.Д Самообучение студентов на уроке иностранного языка.// Ползуновский альманах. 2006. № 3. С. 178—179.
126. Дмитриев С. В., Старостенков М. Д., Черных Е. В. Нестабильность решетки вблизи поверхности в 2D волокне // Фундаментальные проблемы современного материаловедения. 2006. № 3. С. 107—117.
127. Медведев Н. Н., Пожидаева О. В., Терещенко О. А., Старостенков М. Д. О резонансных явлениях в методе молекулярной динамики // Фундаментальные проблемы современного материаловедения. 2006. № 3. С. 101—106.
128. Полетаев Г. М., Старостенков Д. М., Демьянов Б. Ф., Старостенков М. Д., Краснов В. Ю. Динамические коллективные атомные смещения в металлах // Фундаментальные проблемы современного материаловедения. 2006. № 4. С. 130—134.
129. Краснов В. Ю., Полетаев Г. М., Старостенков М. Д. Исследование структуры аморфного никеля // Фундаментальные проблемы современного материаловедения. 2006. № 4. С. 37-45.
130. Безносюк С. А., Маслова О. А., Жуковский М. С., Жуковская Т. М. Аккумулирование водорода нанотубулярным углеродом // Фундаментальные проблемы современного материаловедения. 2006. № 4. С. 7-14.
131. Безносюк С. А., Важенин С. В., Жуковский М. С., Жуковская Т. М. Компьютерное моделирование алгоритмической эволюции квантово-размерных наночастиц // Фундаментальные проблемы современного материаловедения. 2006. № 4. С. 7-14.
132. Dmitriev S.V., Pirouz Pirouz, Starostenkov M.D., Chernykh E.V. Optimal Orientation Relation for Interfaces between Dissimilar Crystals // Фундаментальные проблемы современного материаловедения. 2006. № 3. С. 69-83.
133. Старостенков М. Д., Дудник Е. А., Попова Л. А. Особенности процесса разупорядочения в сплаве CuAu I // Фундаментальные проблемы современного материаловедения. 2006. № 3. С. 87-93.
134. Лощина И. В., Старостенков М. Д. Правила заполнения координационных сфер в кристаллической решетке алмаза // Фундаментальные проблемы современного материаловедения. 2006. № 3. С. 94-100.
135. Старостенков М. Д., Дудник Е. А. Исследование изменений параметров порядка вблизи антифазных границ в сплаве Cu3Au // Известия РАН. Серия физическая. 2007. Т.71. № 5. С.662-665.
136. Медведев Н. Н., Старостенков М. Д., Полетаев Г. М., Пожидаева О. В., Терещенко О. А., Ракитин Р. Ю., Краснов В. Ю., Попов В. А. Образование и агрегатизация пар Френкеля при имплантации внедрённых атомов в сплаве Ni3Al // Известия высших учебных заведений. Физика. 2007. № 9. С. 421—423.
137. Медведев Н. Н., Дмитриев С. В., Старостенков М. Д. О локализации энергии в двумерных кристаллических решетках металлов // Фундаментальные проблемы современного материаловедения. 2007. № 3. С. 100—102.
138. Пожидаева О. В., Дмитриев С. В., Полетаев Г. М., Старостенков М. Д. Зависимость работы удаления атома из двумерного кристалла от приложенной однородной деформации // Фундаментальные проблемы современного материаловедения. 2007. № 3. С. 11-15.
139. Неверов В. В., Неверова Т. И., Старостенков М. Д. Напряжения отрыва на линии пластического сдвига по дуге окружности // Деформация и разрушение материалов. 2007. № 9. С. 11-16.
140. Бебихов Ю. В., Дмитриев С. В., Старостенков М. Д. Точные статические решения двух дискретных трансляционно-инвариантных моделей ф4 // Фундаментальные проблемы современного материаловедения. 2007. № 4. С. 7-12.
141. Старостенков М. Д., Ракитин P. Ю., Синяев Д. В., Полетаев Г. М., Громов В. Е., Попов В. А., Коваленко В. В., Краснов В. Ю. Механизмы диффузии атомов вблизи границ зерен наклона в интерметаллиде Ni3Al при одноосной деформации сжатия-растяжения // Деформация и разрушение материалов. 2007. № 11. С. 10-13.
142. Синяев Д. В., Полетаев Г. М., Старостенков М. Д., Потекаев А.И. Зависимость энергии границ зерен наклона (111) и (100) от угла разориентации в Ni3Al // Известия высших учебных заведений. Физика. 2007. № 11.С. 33-35.
143. Пожидаева О. В., Дмитриев С. В., Медведев Н. Н., Бебихов Ю. В., Самсонов А. В., Старостенков М. Д. Локализованная колебательная мода в двумерном упорядоченном сплаве // Фундаментальные проблемы современного материаловедения. 2007. № 4. С. 102—107.
144. Самсонов А. В., Дмитриев С. В., Старостенков М. Д. Фазовая диаграмма одномерной модели кристалла с частицами конечных размеров // Фундаментальные проблемы современного материаловедения. 2007. № 4. С. 83-90.
145. Дмитриев С. В.,Медведев Н. Н., Мулюков Р. Р., Пожидаева О. В., Потекаев А. И., Старостенков М. Д. Локализованные колебательные моды в бездефектном двумерном кристалле состава А3В // Известия высших учебных заведений. Физика. 2008. Т.51. № 8. С. 73-79.
146. Старостенков М. Д., Дудник Е. А., Попова Л. А. Влияние деформации и температуры нагрева на изменение порядка в интерметаллиде Ni3Al // Деформация и разрушение материалов. № 2. 2008. С. 13-17.
147. D. V. Sinyaev, G. M. Poletaev , M. D. Starostenkov and A. I. Potekaev The energy dependence of the {111} and {100} tilt grain boundaries on disorientation angle in Ni3Al // Russian Physics Journal. 2007. Vol. 50. pp. 1101–1103.
148. Дудник Е. А., Мясниченко В. С., Попова Л. А., Старостенков М. Д. Исследование структурно-фазового равновесия в двухкомпонентных системах // Фундаментальные проблемы современного материаловедения. 2008. № 3. С. 84-89.
149. Дудник Е. А., Синица Н. В., Яшин А. В., Старостенков М. Д. Исследование влияния дефекта упаковки на структурные превращения в упорядочивающихся сплавах и интерметаллидах // Фундаментальные проблемы современного материаловедения. 2008. № 3. С. 79-83.
150. Власова О. А., Старостенков М. Д., Гурьев А. М., Попова Н. А. Особенности тонкой структуры перлитной стали, сформировавшейся в результате циклическоготеплового воздействия // Фундаментальные проблемы современного материаловедения. 2008. № 3. С. 71-74.
151. Яшин А. В., Синица Н. В., Дудник Е. А., Старостенков М. Д. Процессы атомной перестройки при динамическом растяжении // Фундаментальные проблемы современного материаловедения. 2008. № 1. С. 16-20.
152. Мясниченко В. С., Попова Л. А., Дудник Е. А., Старостенков М. Д. Исследование энергетических и структурных характеристик сплавов системы Cu-Au // Фундаментальные проблемы современного материаловедения. 2008. № 3. С. 28-32.
153. Старостенков М. Д., Ракитин Р. Ю., Харина Е. Г. Атомная структура специальных границ зерен в чистом Ni в плоскостях {111} // Фундаментальные проблемы современного материаловедения. 2008. № 3. С. 132—135.
154. Пожидаева О. В., Гурова Н. М., Дмитриев С. В., Полетаев Г. М., Старостенков М. Д. Линейная и нелинейная динамика 2D кристалла, содержащего вакансии // Фундаментальные проблемы современного материаловедения. 2008. № 3. С. 128—131.
155. Попова Л. А., Дудник Е. А., Старостенков М. Д. Анизотропия локальных смещений атомов вблизи точечных дефектов в упорядоченных сплавах сверхструктуры L10 // Фундаментальные проблемы современного материаловедения. 2008. № 3. С. 94-98.
156. Старостенков М. Д., Холодова Н. Б., Кондратенко М. Б., Медведев Н. Н., Пожидаева О. В. Возникновение релаксационных волн смещений вблизи точечных дефектов в металлах с ГЦК решеткой. I. Волны смещений вблизи одиночных вакансий // Фундаментальные проблемы современного материаловедения. 2008. № 4. С. 117—120.
157. Бебихов Ю. В., Дмитриев С. В., Старостенков М. Д. Свойства трансляционно-инвариантных кинковых решений дискретных моделей ф4 // Фундаментальные проблемы современного материаловедения. 2008. № 4. С. 105—108.
158. Кротова А. О., Дмитриев С. В., Назаров А. А., Старостенков М. Д. Ауксетические свойства однородно деформированного бездефектного двумерного кристалла // Фундаментальные проблемы современного материаловедения. 2008. № 4. С. 59-62.
159. Самсонов А. В., Дмитриев С. В., Старостенков М. Д. Уравнение синус-гордона для описания динамических структур с нечетным периодом в одномерной модели кристалла с частицами конечных размеров // Фундаментальные проблемы современного материаловедения. 2008. № 4. С. 17-21.
160. Poletaev G.M., Starostenkov M.D. Dinamic Collective Displacements of Atoms in Metals and Their Role in the Vacancy Mechanism of Diffusion // Physics of the Solid State. 2009. Vol. 51. № 4. pp. 727–732.
161. Полетаев Г. М., Старостенков М. Д. Структурные изменения тетраэдров дефектов упаковки при поглощении точечных дефектов // Письма в ЖТФ. 2009. Т35. № 1. С. 3-10.
162. Poletaev G.M., Starostenkov M.D. Structural Transformations of Stacking Fault Tetrahedra upon the Absorption of point Defects // Techical Physics Letters. 2009. Vol. 35. № 1. pp. 1–4.
163. Полетаев Г. М., Старостенков М. Д. Динамические коллективные смещения атомов в металлах и их роль в вакансионном механизме диффузии // Физика твердого тела. 2009. Т51. № 4. С. 686—691.
164. Старостенков М. Д., Власова О. А. Структурно-фазовые состояния перспективных металлических материалов / глава в коллективной монографии Влияние циклического теплового воздействия на структуру, фазовый состав и свойства борированных сталей. Отв. редактор Громов В. Е., 613 с. 2009. С. 398—426.
165. Старостенков М. Д., Маркидонов А. В., Тихонова Т. А., Медведев Н. Н. Высокоскоростной массоперенос в двухмерном кристалле никеля при наличии дислокационных петель различной локальной плотности // Известия вузов. Чёрная металлургия. 2009. № 6. С. 57-59.
166. Старостенков М. Д., Холодова Н. Б., Кондратенко М. Б., Медведев Н. Н., Пожидаева О. В. Возникновение релаксационных волн смещений вблизи точечных дефектов в металлах с ГЦК решеткой. II. Волны смещений вблизи одиночных внедрённых атомов // Фундаментальные проблемы современного материаловедения. 2009. № 1. С. 105—108.
167. Старостенков М. Д., Яшин А. В., Дудник Е. А., Синица Н. В., Хорошилов Д. Е. Исследование процессов атомной перестройки в нановолокне сплава Ni3Al подвергнутого одноосной деформации растяжения в направлении <110> // Фундаментальные проблемы современного материаловедения. 2009. № 1. С. 74-81.
168. Харина Е. Г., Старостенков М. Д., Ракитин Р. Ю., Демьянов Б. Ф. Компьютерное моделирование энергетических поверхностей скольжения в ГЦК металлах с симметричными границами зерен наклона // Фундаментальные проблемы современного материаловедения. 2009. № 1. С. 36-42.
169. Старостенков М. Д., Маркидонов А. В., Тихонова Т. А. Высокоскоростной массоперенос в кристалле при наличии различных конфигураций точечных дефектов // Фундаментальные проблемы современного материаловедения. 2009. № 1. С. 12-16.
170. Мурзаев Р. Т., Дмитриев С. В., Назаров А. А., Старостенков М. Д. Моделирование роста зерен, контролируемого энергией упругой деформации кристалла // Фундаментальные проблемы современного материаловедения. 2009. № 2. С. 124—128.
171. Медведев Н. Н., Старостенков М. Д., Маркидонов А. В., Захаров П. В. Волны, возникающие при рекомбинации пар Френкеля в двумерных модельных решетках металлов и их влияние на дрейф агрегатов точечных дефектов // Фундаментальные проблемы современного материаловедения. 2009. № 2. С. 8-14.
172. Старостенков М. Д., Маркидонов А. В., Тихонова Т. А., Потекаев А. И., Кулагина В. В. Высокоскоростной массоперенос в кристаллическом алюминии, содержащем цепочки вакансий и межузельных атомов // Известия высших учебных заведений. Физика. 2009. Т.52. № 9/2. С.139-145.
173. Старостенков М. Д. Планарные структурные и сверхструктурные дефекты в структуре упорядоченных фаз. I. Антифазные границы и их комплексы // Фундаментальные проблемы современного материаловедения. 2009. № 3. С. 7-16.
174. Потекаев А. И., Дудник Е. А., Старостенков М. Д., Кулагина В. В., Мясниченко В. С. Термоактивируемые перестройки структуры бинарного сплава CuAu при отклонении от стехиометрического состава // Известия высших учебных заведений. Физика. 2010. № 3. С.3-13.
175. М. Д. Старостенков, О. В. Пожидаева, Т. А. Тихонова, Г. М. Полетаев, Н. Н. Медведев Механизмы взаимодействия и аннигиляции агрегатов вакансий и межузельных атомов в двумерной решетке упорядоченного сплава сверхструктуры L12 // Известия Алтайского государственного университета. Серия: Математика и механика. Управление, вычислительная техника и информатика. Физика. 2010. № 1 (65). С. 173—176.
176. В. В. Неверов, Т. А. Тихонова, А.В Маркидонов, М. Д. Старостенков Масса, переносимая при скольжении краевых дислокаций // Известия Алтайского государственного университета. Серия Математика и механика. Управление, вычислительная техника и информатика. Физика. 2010. № 1 (65). С. 146—150.
177. Баимова Ю. А., Бебихов Ю. В., Дмитриев С. В., Кхаре А., Потекаев А. И. Трансляционно-инвариантные кинковые решения дискретных моделей Ф4 // Известия высших учебных заведений. Физика. 2010. № 3. С.20-25.
178. Полетаев Г. М., Старостенков М. Д. Вклады различных механизмов самодиффузии в ГЦК-металлах в условиях равновесия // Физика твердого тела. 2010. Т.52. № 6. C. 1075—1082.
179. Старостенков М. Д., Дмитриев С. В. Планарные структурные и сверхструктурные дефекты в структуре упорядоченных фаз III. Систематика планарных дефектов в сверхструктурах // Фундаментальные проблемы современного материаловедения. 2010. Т. 7. № 1. С. 36-44.
180. Потекаев А. И., Дудник Е. А., Старостенков М. Д., Кулагина В. В. Термоактивируемые перестройки структуры бинарного сплава CuAu3 при отклонении от стехиометрического состава // Известия высших учебных заведений. Физика. 2010. Т. 53. № 5. С. 26-39.
181. Потекаев А. И., , Старостенков М. Д., Синица Н. В., Яшин А. В., Харина Е. Г., Кулагина В. В. Механизмы структурной перестройки в модели нановолокна интерметаллида Ni3Al, содержащего длиннопериодические антифазные границы, в процессе высокоскоростной деформации одноосного растяжения // Известия высших учебных заведений. Физика. 2010. Т. 53. № 8. С. 47-54.
182. М. Д. Старостенков, Н. В. Синица, А. В. Яшин Структурная перестройка в нановолокне Ni3Al, содержащем парные неконсервативные антифазные границы, при высокоскоростной одноосной деформации растяжения // Вестник Тамбовского университета, серия: Естественные и технические науки. 2010. Т.15 № 3. С.1072-1073.
183. Е. Г. Харина, Г. М. Полетаев, Р. Ю. Ракитин, А. Н. Мартынов, М. Д. Старостенков Исследование механизмов пластической деформации вблизи симметричных границ зерен наклона в интерметаллиде Ni3Al // Вестник Тамбовского университета, серия: Естественные и технические науки. 2010 Т.15. № 3.С. 1099—1100.
184. Poletaev G.M., Starostenkov M.D., Dmitriev S.V. Diffudion Mechanisms near Tilt Grain Boundaries in Ni, Cu, Al and Ni3Al (Chapter 5) / In book: Computational Materials / Ed. Wilhelm U. Oster — NY: Nova Science Publishers, 2009. 565 p.
185. А. И. Потекаев, М. Д. Старостенков, Н. В. Синица, А. В. Яшин, Е. Г. Харина, В. В. Кулагина Механизмы структурной перестройки в модели нановолокна интерметаллида Ni3Al, содержащего длиннопереодические антифазные границы, в процессе высокоскоростной деформации одноосного растяжения // Известия высших учебных заведений, Физика. 2010. С.48-54.
186. Харина Е. Г., Полетаев Г. М., Ракитин Р. Ю., Мартынов А. Н., Старостенков М. Д. Исследование механизмов пластической деформации вблизи симметричных границ зерен наклона в интерметаллиде Ni3Al // Известия Алтайского государственного университета. Раздел Физика. 2 № ½. 2010. С.192-195.
187. Маркидонов А. В., Тихонова Т. А., Нуркенова Н, Полетаев Г. Н., Старостенков М. Д. Воздействие продольных волн на комплекс точечных дефектов в ГЦК кристалле // Известия Алтайского государственного университета. Раздел физика № ½. 2010. С.175-178.
188. Н. Н. Медведев, М. Д. Старостенков, П. В. Захаров, О. В. Пожидаева Локализованные колебательные моды в двумерной модели упорядоченного сплава Pt3Al // Письма в ЖТФ. 2011. том 37. № 3. С. 7-15.